# Garé Barks
Garé Barks, född Margaret Wynnfred Williams 6 december 1917 i Hilo och död 10 mars 1993, var en landskapsmålare. Genom sitt giftermål med den legendariske serieskaparen Carl Barks kom hon även att bli verksam som bakgrundstecknare, tuschare och textare. Hon bidrog till, tuschade och textade flera av Carls serier. Hon deltog aktivt i skapandet av åtminstone en serie.
Garé studerade konst på The Punahou Academy i Honolulu, Hawaii, och arbetade som skissare på sin fars arkitektfirma. 1936 flyttade hon till Boston, Massachusetts, för att gå på Vesper George School of Art. Hon arbetade länge som ritare på McDonnell Douglas. Hon gifte sig 1954 med Carl Barks, vilket innebar hennes andra äktenskap och Carls tredje.
Garé Barks är praktiskt taget okänd i seriekretsar eftersom hon inte skapade några serier på egen hand. Dock har hon utan tvivel haft stor inverkan på både Carl Barks och hans serier. Eftersom serierna skapades i Carls namn är det oklart hur stor inverkan hon haft på de serier som inspirerat så många, men klart är att Garé bidrog mycket till bakgrundshistorierna och mytologin i Carl Barks historier. Garé sägs även ha varit den som lärde Carl Barks att måla, en sysselsättning som gav honom inkomster på senare år.
En målning av Garé Barks valdes ut att skickas till de amerikanska trupperna under Gulfkriget (Operation Desert Storm).

## Övriga serier
Garé bidrog med skämt till Miks "Ferd'nand".